# North Carolina Commissioner of Agriculture
Der North Carolina Commissioner of Agriculture gehört zu den konstitutionellen Ämtern des Bundesstaates North Carolina. Ihm obliegt die Leitung vom North Carolina Department of Agriculture and Consumer Services. Daneben hat er den Vorsitz im Board of Agriculture und ist auch ein Mitglied im North Carolina Council of State.
Das Amt des Commissioners of Agriculture wurde 1877 in North Carolina geschaffen. Leonidas L. Polk war der erste Amtsinhaber. Zu jener Zeit wurde der Commissioner of Agriculture noch durch den Board of Agriculture ernannt. Seit 1900 wird der Commissioner of Agriculture alle vier Jahre durch die wahlberechtigte Bevölkerung von North Carolina gewählt. Es existiert keine Amtszeitbegrenzung, wie oft eine Person das Amt bekleiden darf. Samuel L. Patterson aus Caldwell County war der erste gewählte Commissioner of Agriculture.
Der aktuelle Amtsinhaber ist Steve Troxler.

## Liste der North Carolina Commissioners of Agriculture
| #  | Commissioner of Agriculture | Bild | Amtszeit  | Parteizugehörigkeit |
| -- | --------------------------- | ---- | --------- | ------------------- |
| 1  | Leonidas L. Polk            |      | 1877–1880 | Populist            |
| 2  | Montford McGehee            |      | 1880–1887 | Demokrat            |
| 3  | John Robinson               |      | 1887–1895 |                     |
| 4  | Samuel L. Patterson         |      | 1895–1897 |                     |
| 5  | James M. Mewborn            |      | 1897–1898 |                     |
| 6  | John R. Smith               |      | 1898–1899 |                     |
| 7  | Samuel L. Patterson         |      | 1899–1908 | Demokrat            |
| 8  | William A. Graham           |      | 1908–1923 | Demokrat            |
| 9  | William A. Graham junior    |      | 1923–1937 | Demokrat            |
| 10 | W. Kerr Scott               |      | 1937–1948 | Demokrat            |
| 11 | David S. Coltrane           |      | 1948–1949 | Demokrat            |
| 12 | Lynton Y. Ballentine        |      | 1949–1964 | Demokrat            |
| 13 | James Allen Graham          |      | 1964–2000 | Demokrat            |
| 14 | Meg Scott Phipps            |      | 2001–2003 | Demokratin          |
| 15 | Britt Cobb                  |      | 2003–2005 | Demokrat            |
| 16 | Steve Troxler               |      | seit 2005 | Republikaner        |